# Cattedrale di Santa Maria (Colorado Springs)
La cattedrale di Santa Maria (in inglese: St. Mary's Cathedral) è la cattedrale cattolica di Colorado Springs, in Colorado, e sede della diocesi di Colorado Springs.

## Storia
La proprietà del terreno in cui sorge la chiesa è stata acquistata nel 1888. Lo studio Pease e Barber ha progettato l'edificio in stile gotico. Il livello inferiore della chiesa è stato completato nel 1891 e la chiesa superiore sette anni dopo. La chiesa è stata dedicata il 19 dicembre 1898. I campanili sulla facciata della chiesa sono stati aggiunti nel 1902 e le guglie sono stati completate nel 1907. Un importante progetto di restauro ha avuto luogo negli anni 1902-1904 quando sono state aggiunti il soffitto a volta in stile gotico, sei finestre laterali e le luci della navata laterale. Un nuovo organo a canne è stata collocata nella chiesa nel 1916. La lanterna e le finestre dell'abside sono state aggiunte nel corso di un progetto di ristrutturazione negli anni 1923-1924. Il rosone sulla facciata principale ha acquisito la sua configurazione attuale nel 1930.
Papa Giovanni Paolo II ha istituito la diocesi di Colorado Springs il 10 novembre 1983 e la chiesa di Santa Maria è elevata a cattedrale della nuova diocesi.
L'organo del 1916 è stato sostituito nel 2002 e un altro importante intervento di restauro dell'edificio è stato completato nel 2003. L'interno è stato rinnovato ed è stato aperto un nuovo ingresso all'angolo sud-ovest della chiesa, sono stati creati uno spazio di incontro, una piazza e sale riunioni. Il colombario è stato inaugurato nel 2005.